# Thrinax excelsa
Thrinax excelsa là loài thực vật có hoa thuộc họ Arecaceae. Loài này được Lodd. ex Mart. miêu tả khoa học đầu tiên năm 1853.

## Hình ảnh

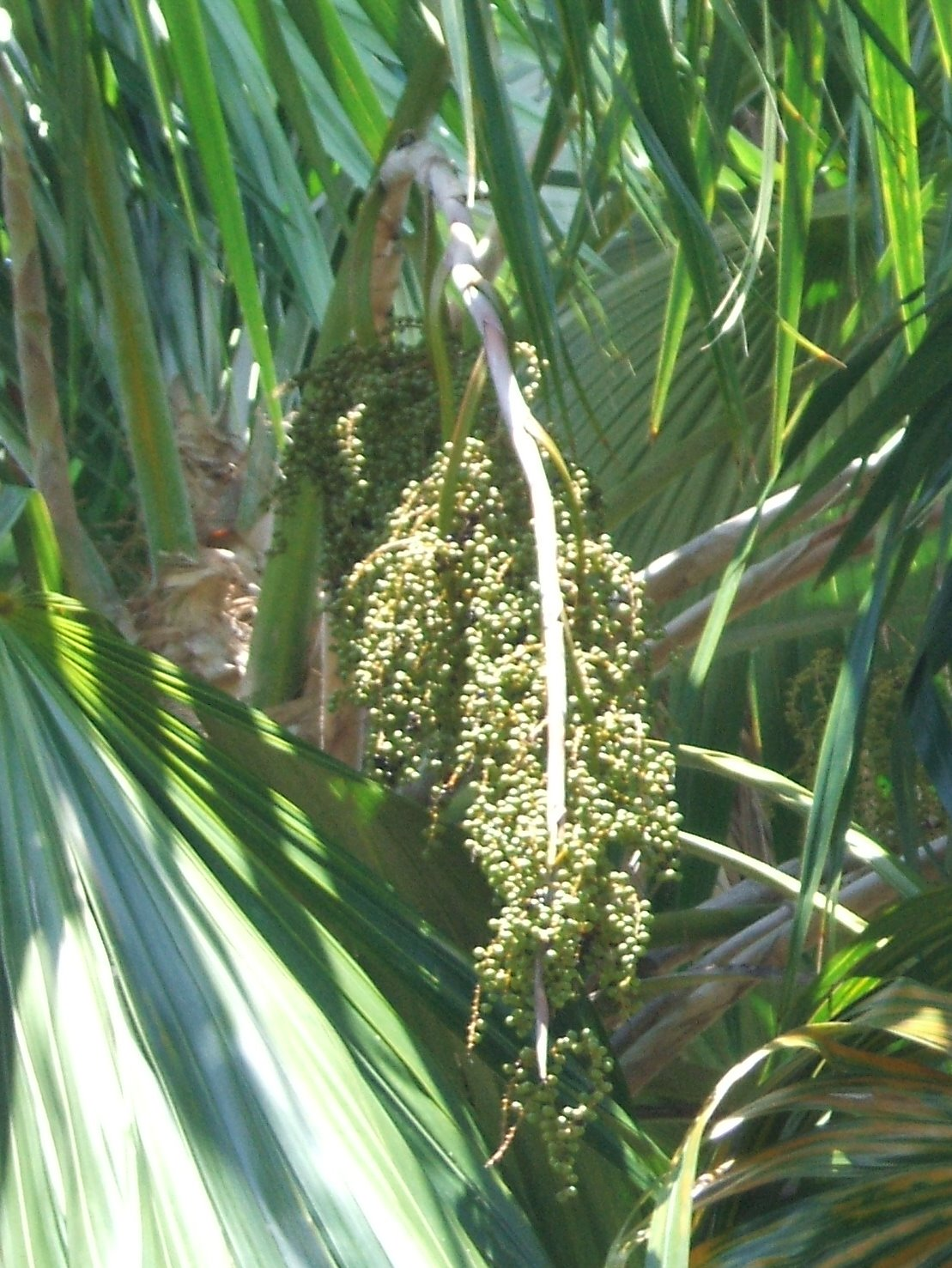
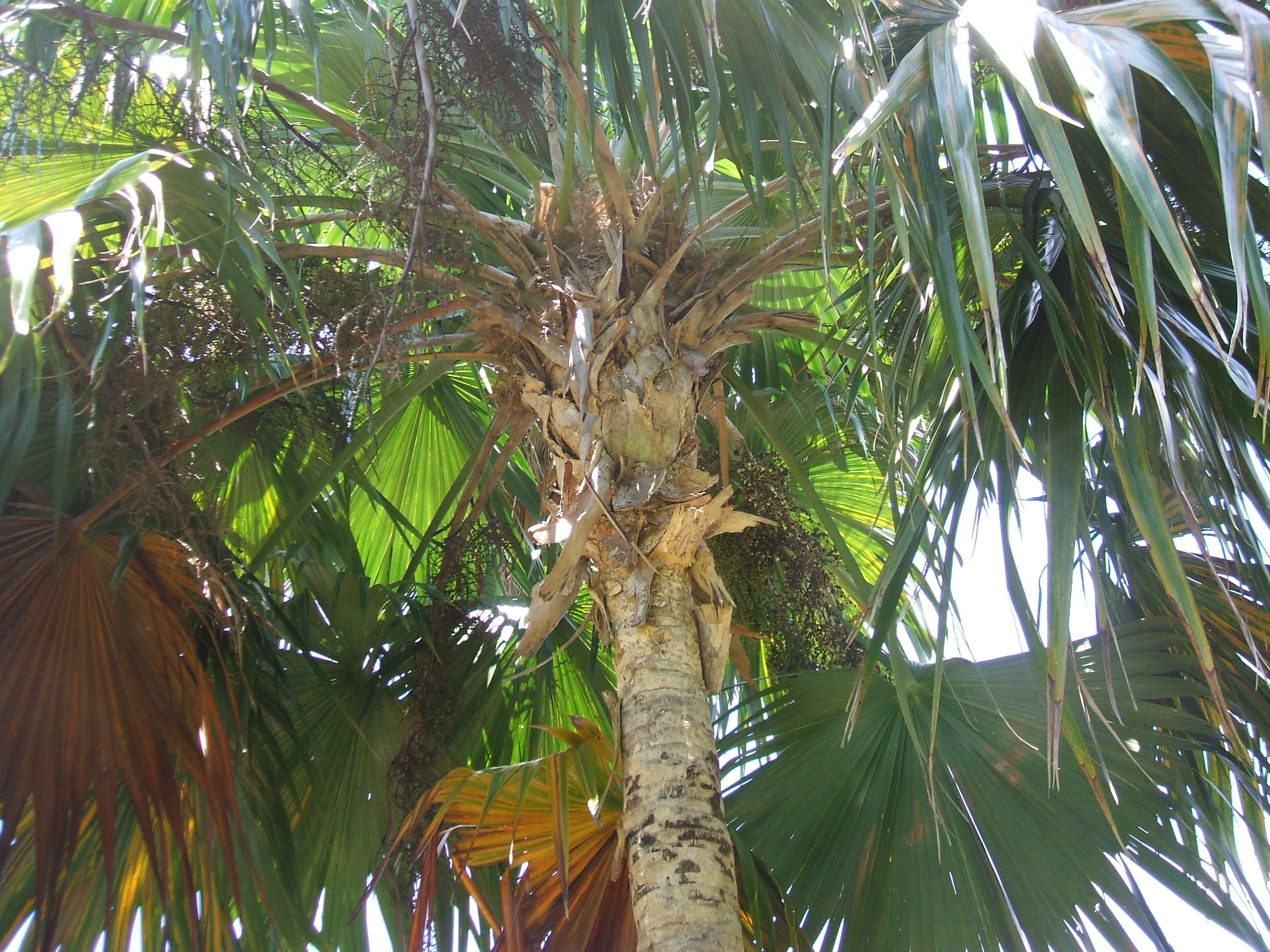
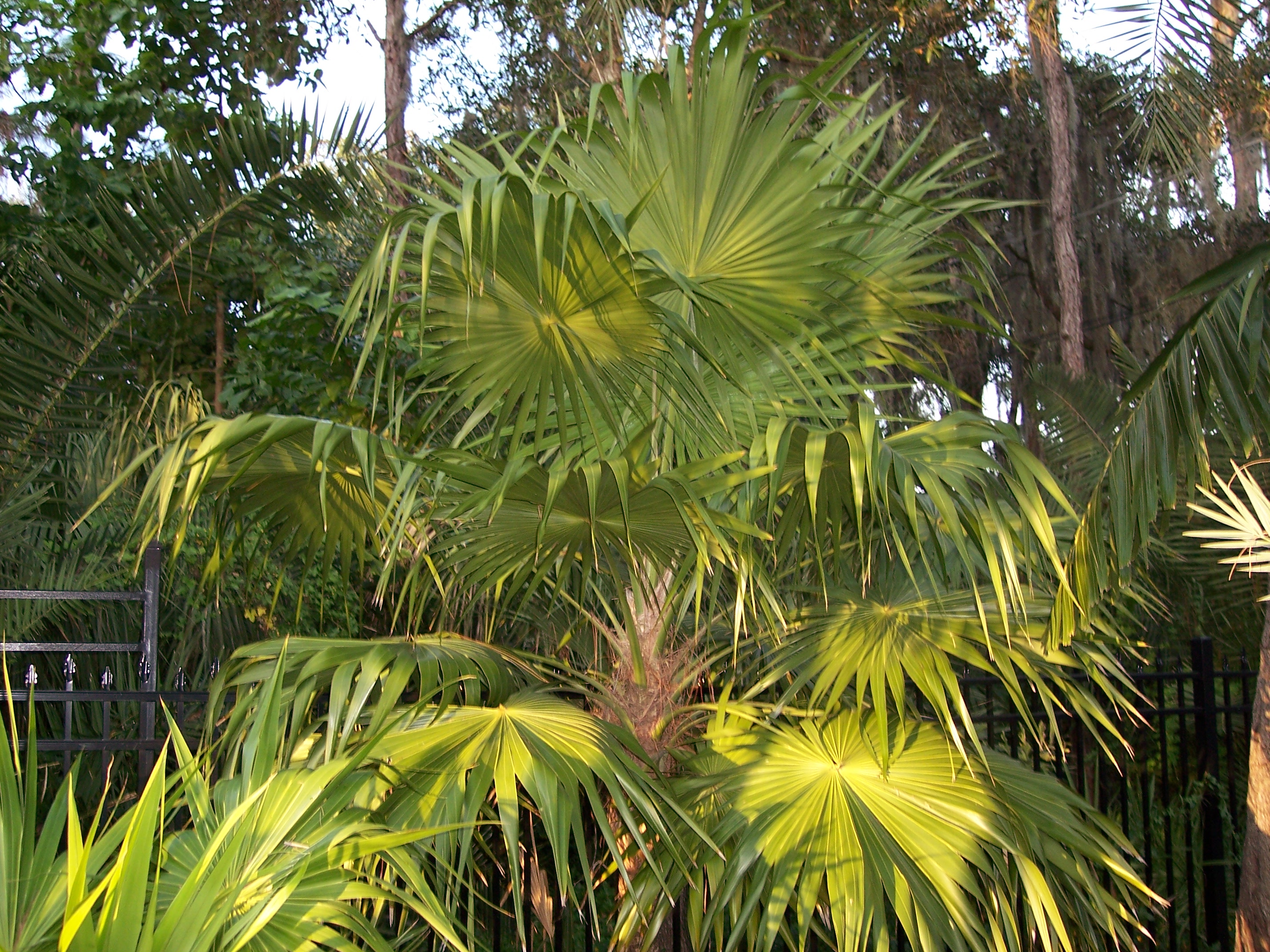
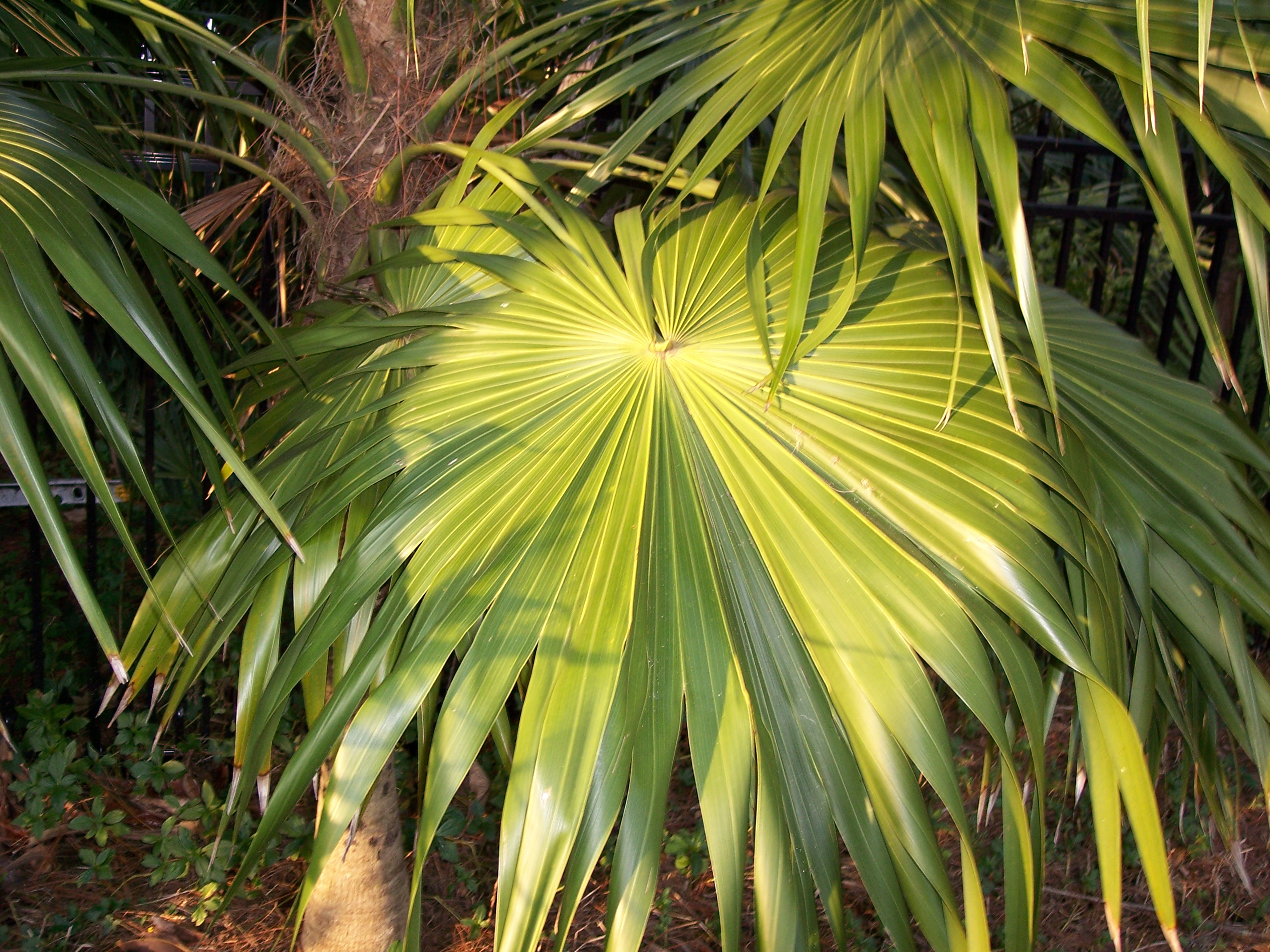